# Tháng Tý
Trong âm lịch, tháng Tý (tức tháng 11 âm lịch; còn gọi là tháng một) là tháng bắt buộc phải có ngày đông chí. Đây là một quy tắc bắt buộc để xây dựng lịch. Ngày nay, do chịu ảnh hưởng của cách đánh số các tháng, nên đôi khi một số người vẫn gọi nhầm tháng giêng là tháng một âm lịch do đánh số tháng giêng là 1 và họ gọi tháng một âm lịch thực thụ này là tháng 11 do đánh số của nó là 11. Hiện nay, tháng này là tháng thứ 11 trong năm âm lịch thường và là tháng thứ 12 trong năm âm lịch nhuận, nhưng vẫn được đánh số 11 do tháng nhuận có cùng cách đánh số với tháng trước đó.
Tháng này còn gọi là tháng trọng đông. Một số người (nhất là các nhà lập lịch) còn thêm Can vào tên gọi của tháng nên có tháng Giáp Tý, Bính Tý, Mậu Tý, Canh Tý, Nhâm Tý tùy theo từng năm âm lịch. Nhưng gọi là tháng Tý là dễ nhớ hơn so với Giáp Tý, Bính Tý v.v do nếu không nhìn vào lịch thì rất ít người nhớ nổi đó là tháng ??? + Tý.

## Các ngày quan trọng
- Ngày 11: Thái Ất cứu khổ thiên tôn đản sinh
- Ngày 17:  Đức Phật A Di Đà đản sinh